# Apis mellifera sossimai
Apis mellifera sossimai este o subspecie a albinei melifere europene (Apis mellifera).

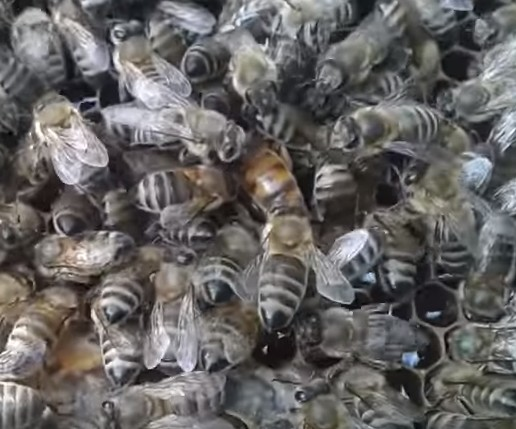
Apis mellifera sossimai